# Jennifer Holmes
Jennifer Lynn Holmes (* 23. August 1955 in Seekonk, Massachusetts) ist eine US-amerikanische hauptsächlich beim Fernsehen tätige Schauspielerin.

## Leben und Karriere
Jennifer Holmes trat 1979 in ihrer ersten bedeutenden Rolle im Slasher-Film The Demon mit Cameron Mitchell auf, an dessen Seite sie 1982 im Film Raw Force – Jäger der tödlichen Jade erneut stehen würde.
Holmes spielte bereits 1982 ihre bedeutendste Rolle als „Leslie Vanderkellen“, eine wohlhabende Weltklasse-Skifahrerin, die in der ersten Staffel der Fernsehserie Newhart (1982–1990) den Job eines Hotelmädchens übernimmt. Nach der ersten Staffel verließ sie die Show jedoch und wurde durch Julia Duffy ersetzt, die für den Rest der Serie Leslies Cousine „Stephanie Vanderkellen“ verkörperte.
Sie trat ebenfalls in den Fernsehfilmversionen von Hobson’s Choice (1983) und Samson und Delilah (1984) auf. 1985 verkörperte sie eine Hauptrolle in der kurzlebigen Fernsehserie Die Spezialisten unterwegs, in der es um eine Gruppe von Superhelden geht.
In den 1980er Jahren war sie auch in etlichen Gastrollen berühmter Fernsehserien zu sehen, darunter Knight Rider, Ein Colt für alle Fälle, Falcon Crest, Quincy, Love Boat, Hart aber herzlich und Mord ist ihr Hobby.
Holmes heiratete am 10. Mai 1980 im Santa Clara County, Kalifornien, den Schauspieler Mark J. Tanous, der auch auf der Leinwand mit ihr zusammenspielte.

## Filmografie (Auswahl)
- 1979: Detektiv Rockford – Anruf genügt (Fernsehserie, 1 Folge)
- 1979: The Rebels (Miniserie)
- 1979: Shirley (Fernsehserie, 1 Folge)
- 1979: Barnaby Jones (Fernsehserie, 1 Folge)
- 1979: Night Demon
- 1979–1981: Der unglaubliche Hulk (Fernsehserie, 2 Folgen)
- 1980: Quincy (Fernsehserie, 1 Folge)
- 1980: The Asphalt Cowboy (Fernsehfilm)
- 1981: Sheriff Lobo (Fernsehserie, 1 Folge)
- 1981: Boomer, der Streuner (Fernsehserie, 1 Folge)
- 1981: Lou Grant (Fernsehserie, 1 Folge)
- 1982: Falcon Crest (Fernsehserie, 1 Folge)
- 1982: Raw Force – Jäger der tödlichen Jade
- 1982: Simon & Simon (Fernsehserie, 1 Folge)
- 1982–1983: Newhart (Fernsehserie, 22 Folgen)
- 1983: Ein Duke kommt selten allein (Fernsehserie, 1 Folge)
- 1983: Fame – Der Weg zum Ruhm (Fernsehserie, 1 Folge)
- 1983: Hobson’s Choice (Fernsehfilm)
- 1984: Hart aber herzlich (Fernsehserie, 1 Folge)
- 1984: Samson und Delilah (Fernsehfilm)
- 1984: Hawaiian Heat (Fernsehserie, 1 Folge)
- 1984: Knight Rider (Fernsehserie, 1 Folge)
- 1984–1985: Ein Colt für alle Fälle (Fernsehserie, 2 Folgen)
- 1984–1986: Love Boat (Fernsehserie, 2 Folgen)
- 1985: Webster (Fernsehserie, 1 Folge)
- 1985–1986: Die Spezialisten unterwegs (Fernsehserie, 13 Folgen)
- 1987: Mord ist ihr Hobby (Fernsehserie, 2 Folgen)
- 1988: Wer ist hier der Boss? (Fernsehserie, 1 Folge)
- 1989: Matlock (Fernsehserie, 1 Folge)
- 1989: Rohr frei für Familie Hollowhead – Life on the Edge (Meet the Hollowheads)
- 1993: Baywatch – Die Rettungsschwimmer von Malibu (Fernsehserie, 1 Folge)
- 2013: Thy Will Be Done